# Punilla (departement)
Punilla is een departement in de Argentijnse provincie Córdoba. Het departement (Spaans: departamento) heeft een oppervlakte van 2.592 km² en telt 155.124 inwoners.

## Plaatsen in departement Punilla
- Bialet Massé
- Cabalango
- Capilla del Monte
- Casa Grande
- Charbonier
- Cosquín
- Cuesta Blanca
- Estancia Vieja
- Huerta Grande
- La Cumbre (Córdoba)
- La Falda
- Los Cocos
- Mayu Sumaj
- San Antonio de Arredondo
- San Esteban
- San Roque
- Santa María
- Tala Huasi
- Tanti
- Valle Hermoso
- Villa Carlos Paz
- Villa Flor Serrana
- Villa Giardino
- Villa Parque Siquiman
- Villa Santa Cruz del Lago
- Villa Icho Cruz